# 331
| [ Edytuj tabelę ] |                                      |
| Król Aksum        | - 320 Ezana 360                      |
| Król Armenii      | - 330 Chosroes II 338                |
| Władca Guptów     | - 330 Samudragupta 375               |
| Władca Korei      | - 300 Mich’ŏn 331 - 331 Kogugwŏn 371 |
| Papież            | - 314 Sylwester I 335                |
| Król Persji       | - 309 Szapur II 379                  |
| Cesarz Rzymu      | - 306 Konstantyn Wielki 337          |

Rok 331 / CCCXXXI
stulecia: III wiek ~
IV wiek ~
V wiek

lata: 321 «
326 «
327 «
328 «
329 «
330 «
331
» 332
» 333
» 334
» 335
» 336
» 341

## Urodzili się
- Julian, cesarz rzymski (zm. 363)
- Jowian, cesarz rzymski (data sporna lub przybliżona) (zm. 364)
- Yao Chang, władca Późniejszego Qin z plemienia Qiang (zm. 394)

## Zmarli
- Grzegorz Oświeciciel, święty patron i pierwsza oficjalna głowa Apostolskiego Kościoła Ormiańskiego (data sporna lub przybliżona)
- Micheon z Goguryeo, piętnasty władca Goguryeo[1]